# لیام همسورث
لیام همسورث (انگلیسی: Liam Hemsworth؛ زادهٔ ۱۳ ژانویه ۱۹۹۰) یک بازیگر استرالیایی است. وی بازیگریش را با بازی در چند سریال تلویزیونی استرالیایی شروع کرد که از آنها می‌توان همسایگان در نقش جاش تایلر و فیل شاهزاده در نقش مارکوس را نام برد. از جمله فیلم‌های آمریکایی که وی در آنها به ایفای نقش پرداخته‌است می‌توان به آخرین آواز (۲۰۱۰) در نقش ویل بلیکلی، بازی‌های گرسنگی در نقش گیل هاتورن و روز استقلال: بازخیز (۲۰۱۶) در نقش جیک موریسون اشاره کرد.
او دو برادر بزرگتر از خودش به نام‌های لوک همسورث و کریس همسورث دارد که آنها نیز بازیگر هستند.

## زندگی شخصی
لیام همسورث و مایلی سایرس در سال ۲۰۰۹، در طول فیلمبرداری فیلم “آخرین آهنگ”، با یکدیگر آشنا شدند. آنها پس از سه سال رابطه، در سال ۲۰۱۲ نامزد شدند و بیش از یک سال با هم زندگی کردند. اما در سال ۲۰۱۳، به طور دوستانه از هم جدا شدند.
در سال ۲۰۱۵، آنها دوباره رابطه خود را احیا کردند و در سال ۲۰۱۸ در یک مراسم خصوصی در فرانکلین، تنسی ازدواج کردند اما تنها بعد از گذشت چند هفته ، لیام همسورث درخواست طلاق خود را به دادگاه ارائه داد.

## فیلم‌شناسی
| سال  | نام                          | نقش                |
| ---- | ---------------------------- | ------------------ |
| ۲۰۰۹ | پیشگویی                      | اسپنسر             |
| ۲۰۰۹ | مثلث                         | ویکتور             |
| ۲۰۱۰ | آخرین آواز                   | ویل بلیکلی         |
| ۲۰۱۲ | عطش مبارزه                   | گیل هاتورن         |
| ۲۰۱۲ | بی مصرف‌ها ۲                  | بیلی (بچه) تیممونس |
| ۲۰۱۳ | عشق و افتخار                 | میکی رایت          |
| ۲۰۱۳ | پارانویا                     | آدام کاسیدی        |
| ۲۰۱۳ | امپایر استیت                 | کریس پاتامیتیس     |
| ۲۰۱۳ | عطش مبارزه: اشتعال           | گیل هاتورن         |
| ۲۰۱۴ | کاتبنک                       | دوئین مک لارن      |
| ۲۰۱۴ | عطش مبارزه: زاغ مقلد - بخش ۱ | گیل هاتورن         |
| ۲۰۱۵ | خیاط                         | تد مکسوئنی         |
| ۲۰۱۵ | عطش مبارزه: زاغ مقلد - بخش ۲ | گیل هاتورن         |
| ۲۰۱۶ | روز استقلال: بازخیز          | جیک موریسون        |
| ۲۰۱۶ | دوئل                         | دیوید کینگستون     |
| ۲۰۱۹ | آیا این عاشقانه نیست         | بلیک               |
| ۲۰۱۹ | آدم‌کش                        | مو                 |
| ۲۰۲۰ | آرکانزاس                     | کایل               |
| ۲۰۲۲ | پوکر فیس                     | مایکل نانکرویس     |
| ۲۰۲۴ | سرزمین بد                    | کنی                |